# Сохранённый половой акт
Сохранённый полово́й акт (лат. coitus reservatus) — одна из форм полового сношения, при которой мужчина старается не эякулировать, а как можно дольше остаётся в возвышенной фазе совокупления, без наступления оргазма и без эякуляции либо с частичным оргазмом, но без эякуляции (при условии, что он умеет разделять оргазм и семяизвержение).
Сохранённый половой акт — это одно из звеньев в цикле полового ответа человека .
У мужчины возможен оргазм без выделения семени, известный как сухой оргазм, распространённый у подростков до наступления полового созревания или у мужчин, которые изучили определённые техники и научились разделять оргазм и эякуляцию.

## Элементы сохранённого полового сношения
При такой практике мужчина на деле способен разделять оргазм и семяизвержение, испытывая одно без другого. Мужчина старается как можно дольше задержать своё семяизвержение для продления удовольствия в процессе, известном как «балансирование на грани оргазма» или «нахождение на краю». Краеугольным камнем сохранённого полового сношения, иногда совершаемого в коленно-локтевой позиции, является половая пара, которая желает следовать дисциплине полового сношения без семяизвержения (лат. — coitus sine ejaculatio seminis). Его может практиковать только опытный мужчина, без быстронаступающего семяизвержения, не по утрам, когда он чувствителен к возбуждению и быстро эякулирует, и не после долгого воздержания. В отработке такой практики важна моральная поддержка и содействие со стороны партнёрши. Известный психолог Хавелок Эллис пишет: «Сохранённый половой акт, — при котором половое сношение продолжается даже очень длительные периоды времени, в течение которых женщине возможно несколько раз испытать оргазм, в то время как мужчина успешно сдерживает оргазм, — ранящий для женщины, но вероятно, форма полового сношения, которая приносит ей максимум наслаждения и облегчения».

### Мужская сдержанность
Протестантская утопическая коммуна Онайда, основанная в XIX веке Джоном Х. Нойесом, экспериментировала с сохранённым половым актом, который тогда в религиозной христианской и коммунистической среде назывался мужской сдержанностью. Этот опыт продолжался около четверти века, после чего Нойес продолжил в виде создания компании по производству серебряных изделий Онайда, которая выросла в Онайда Лтд. Мужчин, избежавших семяизвержения во время полового сношения, одобряли, видя в этом признак их самоконтроля и духовной зрелости. Это означало, что много половых сношений не сопровождались беременностью у женщины. Такая практика основывалась на идее, что «трата» семени мужчины вредна, трудных беременностей для женщин следует избегать (во время беременностей жена Нойеса лишилась четырёх из пяти детей).
Коммуна Онайда имела низкий процент беременностей, хотя в начальные годы общины было задокументировано возникновение около 40 незапланированных беременностей. Если сравнивать с бо́льшими группами общества, то концепция этой общины о мужской сдержанности могла бы рассматриваться прогрессивной, частично потому, что в современном обществе мужчина обычно не несёт ответственности за предупреждение возникновения беременности. Мужская сдержанность основывалась на мышечной способности мужчины управлять своим семяизвержением во время полового сношения. В Онайде подросткам, только вступившим в половое созревание, позволялось совершать половые сношения с женщинами, уже вышедшими из детородного возраста, до тех пор, пока они не подтвердят, что полностью справляются с их способностью управлять семяизвержением. Многие женщины этой общины находили, что мужская сдержанность вела к продлению их полового наслаждения и часто половые сношения могли продолжаться более одного часа. В то время высказывались мнения, что управление мужским «семенем» могло бы быть вредным для здоровья мужчины и приводить к его бесплодию, но позже такие заявления были опровергнуты.

## Сохранённое половое сношение и карецца
Полагают, что термин «карецца» произошёл из итальянского слова «carézza», означающего «ласкать»; но Алан В. Уотс считал, что это персидское слово. Слово «карецца» предложила врач Алис Б. Стокхэм, и оно родственно слову майтхуна в буддийской и индусской Тантре и Сахаджа в индусской Йоге. 
Стокхэм в своей книге «Карецца» (англ.) на стр. 22 пишет: 
«Термин Карецца означает „выразить привязанность как словами, так и действием“ и в то время, как он точно описывает союз, который возникает от глубочайшей человеческой привязанности, завершение любви, он технически применяется по ходу всей работы для обозначения контролируемого полового союза». Поэтому на практике это более чем самоконтроль, фактически, это взаимный контроль, при котором мужчина помогает женщине, и наоборот. Это узловой момент для преодоления многих трудностей при попытке управления половым выражением на индивидуальной основе. Первичная цель кареццы состояла в сохранении, и даже в усилении полового влечения и наслаждения от полового удовольствия в контексте долговременных половых взаимоотношений. Существует небольшое различие между кареццой и сохранённым половым актом. В идеале, карецца наилучше подходит к сохраняющимся половым парам. Сохранённый половой акт подходит практически любому, но идеально, взрослым по их взаимному согласию. При подобном применении, в отличие от кареццы, женщина может насладиться и будет наслаждаться продолжительным оргазмом, тогда как мужчина по желанию будет способен проявить способ самоконтроля.

## Физиологиясохранённого полового сношения
В конце XIX века доктор Алиса Б. Стокхэм обосновала физиологию этой формы полового сношения.
Она применила к мужчинам и женщинам ту же самую философию. Согласно её взгляду, телу требуется от двух недель до одного месяца для того, чтобы восстановиться после семяизвержения: 
«Если отсутствует желание зачать новую жизнь, то пусть полностью избегается конечный оргазм, ведущий к зачатию». Если семяизвержение проводится более часто, то это даёт эффект 'осушения сосуда' перед тем, как он наполнился. Как следствие, это приводит к возникновению чувства раздражения или отвержению возлюбленной, поскольку тело стремится предупредить последующие семяизвержения. Тем не менее, и небесспорно, особенно в современной культуре Запада, где «больше — это лучше», люди часто воспринимают оргазмы, и, следовательно, семяизвержение как способ пытаться преодолеть такие чувства, тем самым усиливая эту проблему.
В результате, спустя некоторое время (говорят о периоде в два — четыре года), «медовый месяц полового влечения» заканчивается, приводя к существенному изменению в природе взаимоотношений. Путём ограничения частоты семяизвержений или, предпочтительно, избегая их, А. Стокхэм предлагала упомянутый «медовый месяц полового влечения» поддерживать неограниченно долго. 
Она писала:
«К тому же, мужчина свою созидательную жизнь выражает многими другими способами, помимо отцовства». 
Как только физическая близость прекращала быть средством к достижению оргазма, предполагала Стокхэм, её природа и цель менялись коренным образом, начиная фокусироваться на общении и физической связи. Она писала: «Длительность и частота кареццы не может направляться определённым законом. Однако опыт показал, что оптимален интервал не менее двух — четырёх недель, может оказаться, что интервал даже трёх — четырёх месяцев, даст большее побуждение к власти и росту, а также большее личное удовлетворение; за этот период тысяча и один знак внимания любимого даст взаимный восторг и будет свидетельством безусловного полового союза».

## Сохранённое половое сношение возгоняет половую энергию
В исследовании, посвящённом Леонардо да Винчи, Зигмунд Фрейд пишет: 
«Наблюдение за повседневной жизнью свидетельствует о том, что большинство лиц обладают способностью направить весьма ощутимую часть своих половых мотивирующих сил на профессиональную и деловую активность. Половой порыв особенно расположен внести такие вклады, потому что он наделен способностью к возвышению, то есть он обладает силой поменять ближайшую цель на другие цели большей ценности, которые не являются половыми». 
Согласно книге Б. З. Гольберга «Священный огонь, для евреев»: «…преднамеренная потеря семени — непростимый грех». Эта сентенция отражает точку зрения Талмуда и иудаизма в целом.
Наполеон Хилл в главном своём труде «Думай и богатей» (1938, 1983) посвящает целую главу предмету «таинства полового превращения» и рассматривает это достаточно важным, чтобы назвать: «десятая ступень к богатству». Принц Али-хан, сын Ага-хана III, был женат на Рите Хейворт и был прозван «Санта Клаусом», вероятно, Орсоном Уэллсом, потому что бывал у жены только один раз в год. Согласно Вальтеру Расселу, «…по правде, созидательный порыв есть половой порыв и он способен быть величайшей силой, либо величайшим препятствием в жизни». Успенский пишет, что Гурджиев сказал следующее: «В третьем случае начало трансмутации не требует воздержания; но начавшись, трансмутация поглощает всю половую энергию и кладет конец нормальной половой жизни и внешним тратам половой энергии».

## Апостолы,святой РохиПапа Римскийо сохранённом половом сношении
Английский романист Олдос Хаксли в своём последнем романе «Остров» писал, что майтхуна, йога любви — это то же самое, что римский Католицизм имеют в виду под сохранённым половым актом.
Добираясь до сути при обсуждении вопроса о сохранённом половом акте, Алан В. Уотс в книге «Природа, мужчина и женщина» пишет:
"Мне бы хотелось увидеть того человека, который поддержит мысль, что апостолы действительно передали некую внутреннюю традицию церкви, и что через все эти века церковь умудрилась прятать эту традицию от общественного взгляда. И если это так, то она осталась более секретной и «эзотерической», чем в любых других великих духовных традициях мира, до такой степени, что её существование под большим сомнением.
Британский писатель Н. Льюис в своём знаменитом описании жизни в Неаполе в 1944 г. заявил, что в XIX веке святой Рох (San Rocco) покровительствовал сохранённому половому акту:
Я порекомендовал ему выпивать марсалы с взбитым в ней яичным желтком, как это делали местные, а также носить медаль святому Роху, покровителю сохранённого полового акта, которую могли бы держать в каждом магазине церковных принадлежностей».
С другой стороны, любой мог бы ожидать, что такое лицо, как Папа Римский Пий XII, будет твёрдо стоять против любой формы полового сношения, кроме той, которая благоприятствует деторождения в священном брачном союзе.
Он произнёс:
«Наш предшественник, Папа Пий XI, благословенная память ему, 31 декабря 1930 г. в своей Энциклике о священности брака и семьи "Casti Connubii" ещё раз торжественно провозгласил основополагающий закон брачного акта и брачных отношений: что аморальной является каждая попытка со стороны мужа или жены при выполнении брачного акта или при развитии его естественных последствий, которая нацеливается на лишение его присущей силы и препятствует рождению новой жизни; и что никакое „показание“ и никакая необходимость не смогут повернуть акт, который истинно аморален, в моральный и законный. Этот принцип в полной силе и сегодня, как это было и в прошлом, как также это будет в будущем и всегда, потому что это не простая человеческая прихоть, а выражение природного и божественного закона».
Однако сохранённый половой акт был частью учения католической церкви по отношению к половому сношению (важнейшим здесь было отсутствие эякуляции) и в целом разрешённой формой его, но предметом тех же аргументов, что и прерванный половой акт.

## Преимущества применения сохранённого полового сношения для предупреждения беременности
Данные о непосредственном влиянии сохранённого полового сношения на контроль рождаемости не опубликованы. Об этом можно судить по опыту общины Онеида и имеющимся данным практики применения прерванного полового акта, поскольку оба вида сношений рассматриваются римской католической церковью вместе.
Ни одно исследование не показало, что в выделениях члена до его семяизвержения содержится семенная жидкость. Преимущество сохранённого полового сношения видится в том, что его могут применить люди, которые возражают против других форм предохранения от беременности, или не имеют доступ к другим формам контрацепции.
Ряд мужчин предпочитают его, так как могут избежать побочных эффектов гормональных противозачаточных средств на своих партнёров.
Ряд женщин также предпочитают этот метод перед гормональными противозачаточными средствами для того, чтобы избежать побочных эффектов, такие как депрессия, неустойчивое настроение, сухость влагалища, понижение полового влечения, и головные боли, среди прочих. Этот метод не требует прямых денежных затрат, не требует искусственных приспособлений, не обладает физическими побочными эффектами, может применяться без медицинского рецепта или медицинской консультации и не создаёт преград для половой стимуляции.

## Недостатки сохранённого полового сношения для предупреждениябеременностии половых инфекций
Этот метод неэффективен при предупреждении заболеваний, передающихся половым путём, так как в предэякуляте возможно наличие небольшого количества тех же самых заразных вирусов и бактерий, как и в фактическом семени, которые могут инфицировать партнёра, если эта жидкость приходит в соприкосновение со слизистыми оболочками. Вместе с тем, уменьшение объёма жидкостей тела, обмениваемых во время полового сношения, может уменьшить риск передачи болезни, если сравнивать с полным отсутствием ограничения передачи.
Метод выведения, как и сохранённый половой акт, рассматривают как неэффективные методы контроля рождаемости. Даже если удалось успешно избежать семяизвержения, существует вероятность нахождения в выделениях из полового члена семени. Этот метод также ненадёжен из-за трудности управления семяизвержением далее точки невозврата при продлении оргазма. Следовательно, половые пары должны проводить предупреждение наступления беременности, насколько сильно они хотят этого. Другая трудность при применении этого метода как формы контроля зачатия в том, что если у мужчины начинается оргазм перед началом полного семяизвержения, то мышцы нижней части тела, мышцы ног и ягодиц могут сильно напрячься, делая выведение полового члена из влагалища трудным. Это может привести к проникновению части семени в партнёра. В результате может наступить беременность. Но некоторые могут возразить, что политическая сторона предупреждения беременности остаётся в морали женщины. Наблюдавшиеся проценты неэффективности колеблются в зависимости от изучаемой группы населения: в исследованиях отмечен процент неэффективности от 15 до 28 в год. Для сравнения медикаментозное предупреждение беременности даёт фактический процент неэффективности от 2 до 8 %, тогда как внутриматочное средство обладает процентом неэффективности 0,8 %. Презерватив даёт фактический процент неэффективности от 10 до 18 %. В парах, которые пользуются прерванным половым актом при каждом половом сношении, процент неудач составляет 4 % в год. Для сравнения при правильном применении медикаменты дают неудачу 0,3 %, внутриматочные спирали — 0,6 % неудач, презерватив — 2 % неудач. Главная причина неудачи при методе выведения состоит в отсутствии самоконтроля у тех, которые его применяют. Неправильный выбор времени выведения полового члена способен привести к попаданию семени на наружные половые органы, которое легко перемещается в женский детородный путь. Напротив, в недавнем исследовании в Иране установлено, что провинции с более высокими процентами применения метода выведения полового члена не имеют более высокие проценты рождаемости, и что вклад метода выведения в незапланированные беременности не отличается заметно от других обычно применяемых методов, таких как медикаменты и презерватив. Было предположено, что предэякуляционный секрет, выделяемый половым членом перед семяизвержением, содержит сперматозоиды, которые легко могут перейти в верхний женский половой тракт в присутствии слизи шейки матки. Вопреки этому мнению, несколько небольших исследований не нашли никакой жизнеспособной спермы в такой жидкости. Хотя не было проведено больших убедительных исследований, в настоящее время полагают, что главная причина неуспеха метода (его правильного применения) состоит в том, что предэякуляционная жидкость включает сперму из предыдущего семяизвержения. На этом основании пользователям метода выведения рекомендуют мужчине мочиться между семяизвержениями для очищения мочеиспускательного канала от семени и смывать любой эякулят с объектов, которые могли бы приблизиться к наружным половым органам женщины (например, руки и половой член). Прерванный половой акт также менее эффективен в плане затрат, чем многие более эффективные методы: хотя этот метод сопряжён с небольшой прямой затратой, пользователи имеют больший шанс подвергнуться риску и затратам беременности и деторождению. Только совершенное применение парами сохранённого полового сношения даёт сокращение затрат, связанных с выбором этого метода контроля рождаемости.